# Кривенко Петро Степанович
Петро Степанович Кривенко (1910 — ?) — український радянський діяч, новатор виробництва, будівельник, бригадир бригади слюсарів-монтажників управління «Укрметалургмонтаж» № 206 тресту «Донбаспроммонтаж» міста Жданов (Маріуполь) Сталінської (Донецької) області. Депутат Верховної Ради УРСР 5—6-го скликань. Герой Соціалістичної Праці (9.08.1958).

## Біографія
З 1940-х років — бригадир бригади слюсарів-монтажників управління «Укрметалургмонтаж» № 206 тресту «Донбаспроммонтаж» міста Жданов (Маріуполь) Сталінської (Донецької) області.
Брав участь в будівництві нових цехів та доменних печей Ждановського металургійного заводу імені Ілліча і заводу «Азовсталь» Сталінської (Донецької) області.

## Нагороди
- Герой Соціалістичної Праці (9.08.1958)
- орден Леніна (9.08.1958)
- ордени
- медалі